# Кузьменко Митрофан Юхимович
Кузьменко Митрофан Юхимович (1889, село Веркиївка, Ніжинський повіт, Чернігівська губернія — †22 листопада 1921, містечко Базар, Базарська волость, Овруцький повіт, Волинська губернія) — підполковник Армії УНР, інтендант 4-ї Київської дивізії Армії УНР, Герой Другого Зимового походу.

## Біографія
Народився у селі Веркіївці Ніжинського повіту Чернігівської губернії в українській селянській родині. Закінчив учительську семінарію і 3-тю Київську школу прапорщиків. Працював вчителем. Не входив до жодної партії (співчував боротьбистам). Останнє звання у російській армії — поручик.
З 1918 року — в головному інтендантстві Армії УНР.
У 1920 році — старшина головного інтендантського управління Військового міністерства УНР. Учасник Другого Зимового походу (у складі 2-ї Волинської дивізії; в резерві чиновників штабу армії).
Потрапив у полон 16 листопада 1921 під селом Малі Миньки. Розстріляний більшовиками 22 листопада 1921 року у місті Базар.
Реабілітований 25 березня 1998 року.

## Вшанування пам'яті
- Його ім'я вибите серед інших на Меморіалі Героїв Базару.
- У серпні 2024 року в селі Вертіївці на Чернігівщині з'явилася вулиця Митрофана Кузьменка[1].

## Цікаві факти
У відповідь на пропозицію більшовицького комісара покаятися і вступити до лав червоних для боротьби з українськими «бандами» звернувся до селян, які спостерігали за розстрілом: «Народе Український! Слухай голосу вірних синів! Ти колись віддячиш за нас. Хай живе…» — і помер від ворожої кулі.